# Marina Perezagua
Marina Perezagua (Sevilla, 1979) es una profesora y escritora española.

## Biografía
Marina Perezagua estudió la licenciatura de Historia del Arte en la Universidad de Sevilla y en la Università degli Studi di Padova. Doctora en Filología por la Universidad Estatal de Nueva York, ha sido profesora de esa universidad y en la Universidad de Nueva York. También ha trabajado en el Instituto Cervantes de Lyon. Actualmente vive en Nueva York, donde trabaja como Distinguished Writer in Residence en New York University.
Tiene tres másters y un doctorado.

## Obras
Yoro (Premio Sor Juana Inés de la Cruz a la mejor novela escrita en español por una mujer) y Don Quijote de Manhattan.
- Criaturas Abisales (Los Libros del Lince, 2011)
- Leche (Los libros del Lince, 2013)[2]
- Yoro (Los libros del Lince, 2015)
- Don Quijote de Manhattan (Malpaso, 2016)
- Story of H (2018)[3]
- Seis formas de morir en Texas (Anagrama,2019)[5]
- Nana de la Medusa (Espasa, March 2023)
- A - 122 metros, coauthor with Miguel Lozano (Planeta, September 2023)
- La playa (Pre-Textos, 2024)
- Luna Park (Páginas de Espuma, 2025).

## Reconocimientos
- Premio Sor Juana Inés de la Cruz 2016.
- Premio de Novela Ciudad de Estepona 2023.[3]